# Max Dobbert
Max Dobbert (13 de Abril de 1910) foi um comandante de U-Boot que serviu na Kriegsmarine durante a Segunda Guerra Mundial.

## Carreira militar
Max Dobbert iniciou a sua carreira militar ao entrar na marinha de guerra alemã no ano de 1938. Comissionou e assumiu o comando do U-Boot da classe VIIC U-969 no dia 24 de março de 1943.

### Primeira Patrulha de Guerra
Saiu em sua primeira patrulha de guerra a partir da base de Bergen no dia 5 de outubro de 1943, indo em direção ao Atlântico Norte. Participou nesta primeira patrulha de sete operações de ataque conjunto, sem ter entrado em combate contra os navios aliados. Entrou para a base de Lorient após ter permanecido 63 dias em patrulha.

### Segunda Patrulha de Guerra
Saiu em sua segunda patrulha de guerra a partir da base de Lorient no dia 18 de janeiro de 1944.
Localizou o comboio aliado GUS-31 no dia 22 de fevereiro de 1944, disparando três torpedos contra este às 12h13min. Dos três torpedos disparados, dois acertaram o alvo, um no navio mercante George Cleeve e outro no navio mercante Peter Skene Ogden, ambos de bandeira norte-americana. Os dois navios não afundaram no ataque, mas foram considerados com perda total devido a extensão dos estragos. Dos 69 tripulantes a bordo do navio George Cleeve, um morreu no ataque um foi resgatado por um bote salva-vidas do navio Peter Skene Ogden e os demais foram resgatados pelo navio William T. Barry 30 minutos após o ataque e deixados em Oran no dia 25 de fevereiro.
No ataque ao Peter Skene Ogden, todos os 77 tripulantes sobreviveram e abandonaram o navio duas horas após o ataque em quatro botes salva-vidas e quatro balsas, sendo resgatados por um navio de escolta britânico às 16h30min e desembarcados em Bône.
Max Dobbert encerrou a sua segunda patrulha de guerra ao entrar na base de Toulon no dia 26 de fevereiro de 1944, após permanecer por 40 dias em alto mar.

### Terceira Patrulha de Guerra
Dobbert iniciou a sua terceira patrulha de guerra ao sair da base de Toulon no dia 20 de março de 1944, permanecendo em patrulha durante 40 dias, até retornar novamente para o porto de Toulon no dia 28 de abril de 1944 sem ter entrado em combate contra as forças aliadas.
O U-969, comandado por Max Dobbert, foi destruído no dia 6 de agosto de 1944 por bombas lançadas de bombardeiros norte-americanas B-24.

## U-2546
Comissionou o U-2546 da classe XXI no dia 21 de março de 1945, permanecendo no comando deste até o dia 3 de maio de 1945, quando foram abertos buracos em seu casco para afundar em Kiel. Não chegou a realizar nenhuma patrulha de guerra no comando do U-2546.

### Patentes
| Rekrut                   | 1 de outubro de 1938 |
| Leutnant zur See (R)     | 1 de agosto de 1941  |
| Oberleutnant zur See (R) | 1 de agosto de 1943  |

### Condecorações
| Cruz de Ferro 2ª Classe          | 1940                   |
| Distintivo Merchant Raider       | 1941                   |
| Distintivo de Guerra U-boot 1939 | 17 de novembro de 1942 |
| Cruz de Ferro 1ª Classe          | fevereiro de 1944      |

### Patrulhas
|       | U-Boot | Partida                | Partida | Chegada                 | Chegada | Dias     | Toneladas |
| ----- | ------ | ---------------------- | ------- | ----------------------- | ------- | -------- | --------- |
|       | U-969  | 30 de setembro de 1943 | Kiel    | 4 de outubro de 1943    | Bergen  | 5 dias   |           |
| 1     | U-969  | 5 de outubro de 1943   | Bergen  | 6 de dezembro de 1943   | Lorient | 63 dias  |           |
| 2     | U-969  | 18 de janeiro de 1944  | Lorient | 26 de fevereiro de 1944 | Toulon  | 40 dias  | 14 352    |
| 3     | U-969  | 20 de março de 1944    | Toulon  | 28 de abril de 1944     | Toulon  | 40 dias  |           |
| Total | Total  | Total                  | Total   | Total                   | Total   | 143 dias | 14 352 t  |

### Navios afundados
Navios afundados por Max Dobbert:
- 2 navios com perda total num total de 14 352 GRT

| Data                    | U-Boot | Nome da Embarcação              | Toneladas | Nacionalidade   | Comboio | Local do ataque    |
| ----------------------- | ------ | ------------------------------- | --------- | --------------- | ------- | ------------------ |
| 22 de fevereiro de 1944 | U-96   | George Cleeve (perda total)     | 7 176     | norte-americano | GUS-31  | 37° 22' N 7° 17' E |
| 22 de fevereiro de 1944 | U-96   | Peter Skene Ogden (perda total) | 7 176     | norte-americano | GUS-31  | 37° 22' N 7° 17' E |
| Total                   | Total  | Total                           | 14 352 t  |                 |         |                    |

## Operações conjuntas de ataque
O comandante Max Dobbert participou das seguinte operações de ataque combinado durante a sua carreira:
- Rudeltaktik Siegfried[13] (22 de outubro de 1943 - 27 de outubro de 1943)
- Rudeltaktik Siegfried 1[14] (27 de outubro de 1943 - 30 de outubro de 1943)
- Rudeltaktik Körner[15] (30 de outubro de 1943 - 2 de novembro de 1943)
- Rudeltaktik Tirpitz 2[16] (2 de novembro de 1943 - 8 de novembro de 1943)
- Rudeltaktik Eisenhart 3[17] (9 de novembro de 1943 - 15 de novembro de 1943)
- Rudeltaktik Schill 2[18] (17 de novembro de 1943 - 22 de novembro de 1943)
- Rudeltaktik Weddigen[19] (22 de novembro de 1943 - 4 de dezembro de 1943)